# ARHGAP11B
ARHGAP11B는 기저 전구 세포를 증폭하고 신경 전구 세포 증식을 조절하며 신피질 주름 형성에 기여하는 인간 특이 유전자이다. 이 유전자는 쥐에서 신피질 주름을 유발할 수 있다. 이는 ARHGAP11B가 인간 신피질의 발달 및 진화적 확장에 중요한 역할을 한다는 것을 반영하며, ARHGAP11B를 생성한 유전자 중복이 침팬지 계통과의 분리 이후, 그러나 네안데르탈인과의 분리 이전에 인간 계통에서 발생했다는 발견과 일치하는 결론이다.

## 구조
ARHGAP11B는 267개의 아미노산을 암호화한다. 동물계 전체에서 발견되며 Rho GTPase-활성 단백질(RhoGAP 도메인)을 암호화하는 ARHGAP11A의 잘린 복사본인 ARHGAP11B는 GAP 도메인의 대부분(라이신-220까지)과 ARHGAP11A의 756개 C-말단 아미노산이 없는 새로운 C-말단 서열로 구성된다.

## 활성
전장 ARHGAP11A 및 ARHGAP11A 1-250과는 달리, ARHGAP11B는 ARHGAP11A1-220처럼 RhoA/Rho-키나아제 기반 세포 형질주입 분석에서 RhoGAP 활성을 보이지 않았다. 이는 ARHGAP11B의 C-말단 47개 아미노산(라이신-220 이후)이 프레임 시프트 결실로 인한 고유한 서열일 뿐만 아니라 ARHGAP11A의 상응 부분과 기능적으로 다르다는 것을 나타낸다. 이 분석에서 ARHGAP11B와 ARHGAP11A의 동시 발현은 후자의 RhoGAP 활성을 억제하지 않았다.

## 기능
ARHGAP11B는 신피질 주름 형성에 관여하지만, 정확한 기능은 아직 알려져 있지 않다. 지적 장애와 관련된 여러 유전자는 RhoGAP 도메인 또는 Rho 신호 전달 경로의 다른 단백질을 암호화한다. 이 유전자가 미토콘드리아에 위치하며, 그곳에서 아데닌 뉴클레오타이드 트랜스로케이터와 결합한다고 보고되었다. 이는 트랜스로케이터의 아데닌 뉴클레오타이드 교환 활성에는 영향을 미치지 않지만, 미토콘드리아 투과성 전이공의 개방을 지연시켜 칼슘의 격리율을 높인다. 또한 미토콘드리아에 ARHGAP11B가 존재하면 글루타민분해를 촉진하는데, 이는 미토콘드리아가 칼슘을 격리하여 시트르산 회로의 미토콘드리아 기질 탈수소효소, 특히 알파-케토글루타르산 탈수소효소 복합체를 활성화하는 능력 때문일 가능성이 크다.

## 인간 진화
ARHGAP11B의 변화는 최근 뇌 진화와 현대 인류가 (다른) 유인원 및 네안데르탈인과 다른 점을 설명하는 여러 핵심 유전적 요인 중 하나이다. 2016년 연구에 따르면, 하나의 돌연변이, 즉 "단일 염기 치환이 인간 신피질의 진화적 확장에 기여했을 가능성이 있는 ARHGAP11B의 특정 특성들을 뒷받침한다"고 한다.
2020년 연구에서는 ARHGAP11B를 영장류인 비단마모셋에 도입했을 때, 방사형 아교 세포, 상층 뉴런, 그리고 뇌 주름(뇌이랑 및 뇌고랑 구조)이 증가하여 신피질이 확장되는 것을 발견했다. 이는 ARHGAP11B가 인간 진화 동안 신피질 발달을 담당하는 유전자임을 밝혀냈다.

## 더 읽어보기
- Sudmant PH, Kitzman JO, Antonacci F, Alkan C, Malig M, Tsalenko A,  외. (October 2010). 《Diversity of human copy number variation and multicopy genes》. 《Science》 330. 641–646쪽. Bibcode:2010Sci...330..641S. doi:10.1126/science.1197005. PMC 3020103. PMID 21030649.
- Xing L, Kubik-Zahorodna A, Namba T, Pinson A, Florio M, Prochazka J,  외. (July 2021). 《Expression of human-specific ARHGAP11B in mice leads to neocortex expansion and increased memory flexibility》. 《The EMBO Journal》 40. e107093쪽. doi:10.15252/embj.2020107093. PMC 8246068. PMID 33938018.